# Moj papa - idealist
Moj papa - idealist (Мой папа — идеалист) è un film del 1980 diretto da Vladimir Bortko.

## Trama
Il film parla di un rianimatore che non riesce ad andare d'accordo con suo padre, ma tutto cambia quando una giovane matrigna è in pericolo durante il parto.